# Ellis Rubin
Ellis S. Rubin (20 de juny de 1925 - 12 de desembre de 2006) va ser un advocat nord-americà que va guanyar fama nacional per manejar una varietat de casos molt publicitats en una carrera legal que va durar 53 anys. Va ser famós per les seves innovadores defenses i la seva propensió a manejar causes perdudes. Rubin va guanyar el primer cas a Florida utilitzant la violència domèstica. També va treballar per alliberar un home, James Joseph Richardson, que havia estat empresonat injustament durant 21 anys per enverinar mortalment els seus set fills, i va crear la defensa nimfomania en un cas que implicava prostitució.
The Washington Post va caracteritzar Rubin com "un advocat de Miami amb un afecte pels desautoritzats i amb una gran habilitat per a la publicitat en la tradició de P.T. Barnum [... que] va capitalitzar amb extravagants personatges i crims escandalosos endèmics de Florida del Sud per presentar defenses legals innovadores i sovint sense precedents." Les seves tàctiques sovint eren controvertides. El jutge Wayne L. Cobb, que va gestionar el cas d'un assassí en sèrie confès a qui Rubin defensava el 1993, va dir que Rubin era "famós per les seves defenses de psychobabble". Al llarg de la seva carrera, va assumir més de 5.000 causes civils i penals.

## Primers anys i educació
Rubin va néixer a Syracuse (Nova York), es va criar a Binghamton (Nova York), va servir com a oficial a l'Armada a la Segona Guerra Mundial, es va graduar al College of the Holy Cross, i després es va llicenciar en dret el 1951 a la University of Miami School of Law. Va ser admès al col·legi d'advocats per exercir l'advocacia a Florida i davant la Cort Suprema dels Estats Units. Rubin era l'homònim del seu bufet d'advocats, Rubin & Rubin, que va començar el 1951 i continua avui.

## Carrera
Durant la dècada de 1950, va treballar per a l'oficina del fiscal general de l'estat com a fiscal general adjunt especial que investigava el comunisme, i se li va demanar que establissin una política per fer front a les "activitats subversives" a Florida. El 1955, va publicar un "llibre vermell" sobre el moviment comunista a Florida, que va provocar un projecte de llei a la Legislatura de Florida que donava als investigadors d'activitats subversives amplis poders de citació, el dret a celebrar audiències secretes i a oferir immunitat dels testimonis. A la dècada de 1960 va argumentar en contra de la discriminació racial a les escoles religioses davant la Cort Suprema dels Estats Units. A la dècada de 1970 va liderar protestes contra l'ús de l'autobús escolar com a solució per a la desegregació.
El 1972, Rubin va liderar els propietaris de Miami Beach en oposició a un pla ideat per Jerry Rubin i els Yippies per ocupar els camps de golf municipals per a habitatges per als manifestants a les Convencions Demòcrates i Republicanes. El 4 de juny de 1972, els Rubin van debatre a l'Església Unitària de Miami, davant de 500 als càrrecs eclesiàstics d'ambdós costats de la qüestió, només dividits per un passadís de l'església. Jerry va començar el debat agraint a "Uncle Ellis" la invitació al debat. Ellis, que no estava relacionat amb Jerry, va fingir disgust per l'associació i l'esdeveniment va ser "activat". Després d'un cop en ambdues direccions, va acabar sobtadament quan Jerry va llançar una "bomba F" i Ellis es va acomiadar per conduir els locals en una protesta pròpia.
El seu primer cas àmpliament divulgat va ser el judici de Ronny Zamora televisat a nivell nacional en el qual va utilitzar la innovadora defensa "Intoxicació televisiva". Va continuar provant diversos casos amb titulars estrafolaris. Tanmateix, també s'encarregava de casos discrets, molts pro bono, deixant clar que guanyar diners no era el seu objectiu. La seva política va canviar amb els temps. Per exemple, va donar suport a la croada contra els drets dels gais d'Anita Bryant als anys setanta, però més tard es va convertir en un ferm defensor dels drets dels gais, després d'haver decidit que s'equivocava, i va presentar sis demandes el 2004 impugnant la prohibició de Florida del matrimoni gai.

### Campanyes polítiques
Rubin es va presentar sense èxit a càrrecs públics com ara governador, fiscal general, congrés i senat dels Estats Units, més d'una dotzena de vegades; però la seva intenció era desenvolupar una plataforma per a la discussió de temes difícils de l'època. Tot i que no se'l va prendre seriosament com a contendent i mai va guanyar, la seva veu es va escoltar per influir en les agendes dels seus oponents.

### Casos famosos
Ronny Zamora
Quan Rubin va defensar a Ronny Zamora, de 15 anys, l'any 1977, per l'assassinat del seu veí de 83 a la seva casa de Miami Beach en un robatori; el judici va ser un dels primers televisats a nivell nacional. La defensa de Zamora va ser que estava intoxicat per la violència a la televisió. La defensa es va conèixer com la defensa de la "Intoxicació televisiva"; Zamora va afirmar que no podia distingir entre la fantasia i la realitat a causa de la seva obsessió amb Kojak i altres espectacles violents des dels cinc anys.
Rubin va intentar, sense èxit, proporcionar proves de l'efecte perjudicial de la televisió en les ments joves emetent citacions a l'actor Telly Savalas, protagonista de Kojak, i a experts coneguts a nivell nacional sobre la relació entre violència i televisió. Després que Zamora fos condemnat i sentenciat a cadena perpètua, va apel·lar sense èxit la seva condemna, culpant a Rubin de la defensa d'intoxicació televisiva que, segons afirmava, havia fet del seu judici una broma. El tribunal federal d'apel·lacions va decidir que les proves contra Zamora eren aclaparadores i que Rubin havia fet el millor d'un cas feble; de fet, la defensa havia ajudat Zamora centrant l'atenció en els antecedents desfavorits de Zamora. Zamora va sortir de la presó el 2004 després d'haver complert 27 anys a la presó. De nacionalitat costariquenya, va ser repatriat a aquest país.
Apagades de televisió d'esdeveniments esportius
Començant a finals dels anys 60, quan el futbol universitari i de la NFL s'estava fent més popular a la televisió, tradicionalment les emissions eren apagades per animar els aficionats a comprar entrades per als partits. Rubin, primer va lluitar per aixecar l'interrupció de l'Orange Bowl Game fent córrer des de la distància exterior del radi d'apagada, 75 milles, a Palm Beach (Florida) per l'autopista 1 dels EUA, fins a Miami, reunint signatures en peticions de presentació als Comissionats de la Ciutat de Miami amb l'esperança que aixequessin voluntàriament l'apagada del partit de l'Orange Bowl. Tot i que inicialment no va tenir èxit, finalment, gràcies a la pressió pública i l'atenció dels mitjans, l'abril de 1970, el Comitè Orange Bowl va acordar aixecar voluntàriament l'apagada.
Després d'haver obtingut una victòria que abans es pensava impossible, Rubin va posar la mirada en la NFL i el seu comissari Pete Rozelle. Va lluitar sense èxit per aixecar els apagaments de televisió a Nova Orleans, Los Angeles i Miami abans de poder presentar el problema davant el Congrés dels Estats Units en forma de desafiament a la Llei Antitrust Sherman. Rubin va poder col·laborar amb el senador William Proxmire, que era president del Comitè Antitrust, i no va poder aconseguir el seu propi bitllet per als partits dels Washington Redskins. Junts, van poder pressionar Rozelle i els altres propietaris de la NFL per crear el que es va conèixer com la Regla d'apagament de les 72 hores. Al llarg de la baralla, Rubin havia presentat més d'una dotzena de demandes contra la NFL i diversos equips de la NFL, però al final, els apagaments de TV es van aixecar.
Bobby Joe Long
El juliol de 1986, l'assassí en sèrie Bobbie Joe Long va anunciar que Rubin havia acceptat convertir-se en el seu nou advocat designat pel tribunal per a l'audiència de sentència per la condemna de Long per l'assassinat de Simms. A l'audiència, Rubin va sorprendre la sala del tribunal en presentar la confessió de Long d'un desè assassinat el març de 1984. La tàctica de Rubin va ser retratar a Long com un home malalt mental que necessitava ajuda en lloc de la pena de mort.
Rubin també va introduir noves proves de l'exposició infantil de Long a la pornografia, dormint amb la seva mare fins que tenia tretze anys i veient-la tenir relacions sexuals amb altres homes. Aquestes experiències, va dir Rubin, van ser responsables de la sexualitat adulta pervertida de Long. Rubin també va presentar proves de les lesions al cap de Long quan era nen i adult jove per donar suport a la seva defensa que Long estava predisposat a assassinar a causa d'impulsos irresistibles. Tanmateix, el jurat va votar onze a un a favor de la pena de mort.
Rubin va gestionar algunes de les nombroses apel·lacions de Bobbie Joe Long, que va ser arrestat el 1985 però que ha participat en una sèrie d'apel·lacions que involucren nombroses jurisdiccions i agències. Long va ser executat per injecció letal el 23 de maig de 2019.
Desacatament al tribunal
El 1984-1985, Russell Sanborn va ser acusat d'assassinat en primer grau. Sanborn va estar representat per tres advocats en diferents moments, cadascun dels quals es va retirar del cas. La mare de Sanborn, una venedora de fruites, va demanar a Rubin que representés a Sanborn Pro bono publico. Rubin va entrar al cas i estava preparat per al judici, però a la data del judici, Rubin va demanar al tribunal que el retirés, donant a entendre que Sanborn estava planejant donar un testimoni fals i que no defensaria un client que mentiria a l'estrada. La seva petició va ser denegada, i Rubin va demanar certiorari pel Tribunal d'Apel·lació del Tercer Districte, que també va denegar la petició. Quan el cas es va reprogramar, Rubin va tornar a intentar retirar-se pels mateixos motius i va ser denegat de nou i es va ordenar que procedís a judici. Quan se li va negar de nou, el tribunal va emetre una ordre de desacatament (afirmada en apel·lació a Rubin v. State) denegant la revisió de la decisió del tribunal de districte i denegant la petició de Rubin d'un escrit d'habeas corpus, Rubin fou condemnat a 37 dies de presó per desacatament al tribunal.
Rubin, a través del seu fill i soci de bufet, I. Mark Rubin, va portar el cas a la Cort Suprema, però l'assumpte ja havia estat resolt per Rubin després d'haver complert la seva pena de presó per negar-se a representar un client que volia mentir a l'estrada dels testimonis. Quan va sortir de la presó, s'havia deixat una barba que va anomenar "la meva insígnia de coratge", ja que es va convertir en la seva marca registrada durant la resta de la seva carrera.
Jeff i Kathy Willets
El seu cas més salaç va ser la seva defensa de Jeff i Kathy Willets el 1991. Els Willets van ser acusats d'explotar un negoci sexual fora de la seva llar. Rubin va argumentar en la seva defensa que Kathy Willets va ser conduïda a la prostitució per la Hipersexualitat provocada pels reaccions adverses als medicaments de l'antidepressiu, el Prozac, la qual cosa la va obligar a necessitar relacions sexuals amb fins a vuit homes diàriament. El seu marit, un sheriff adjunt, era impotent i va gravar en vídeo els actes sexuals de la seva dona com a forma de teràpia. Malgrat aquesta defensa original, tots dos van ser condemnats.
Lionel Tate
Rubin va ser contractat com a quart advocat de Lionel Tate, que en aquell moment estava en llibertat condicional per l'assassinat de Tiffany Eunick, de sis anys, el 1999 quan tenia 12 anys.
Mentre Rubin va representar l'escenari, Tate, un fan de la lluita professional, només estava imitant els Llançaments de lluita professional quan va matar accidentalment Eunick. Tate va ser condemnat per assassinat en primer grau i va rebre una presó perpètua l'any 2001. La seva condemna va rebre l'atenció mundial com el nord-americà més jove mai condemnat a cadena perpètua. La seva condemna va ser anul·lada en apel·lació i Rubin va entrar en un acord de culpabilitat que va alliberar Tate el gener de 2004.
El 2005, Rubin va acceptar defensar Tate de l'acusació de robatori a un repartiment de pizzes. Tate es va declarar culpable de robatori a mà armada en un acord que li va estalviar una cadena perpètua per violar la llibertat condicional. Rubin va amenaçar amb dimitir del cas, després que Tate, sense informar a Rubin, escrivís una carta al jutge intentant retractar-se d'una col·laboració premiada, un tracte que hauria eliminat el possibilitat de dues condemnes a cadena perpètua. Simultàniament, Tate va afirmar que la seva mare l'havia abusat físicament i que ara patia flashbacks i trastorn d'estrès postraumàtic. Aquest cas va ser descrit com "com una telenovel·la" per un periodista de televisió.
L'1 de març de 2006, Rubin va ser l'advocat defensor en el judici per robatori de pizza de Tate. L'abril de 2007, Tate va presentar una moció perquè la seva condemna de 30 anys s'anul·lés pel motiu que el seu antic advocat (ara mort), Ellis Rubin, era incompetent.
Matrimoni del mateix sexe
Rubin, que inicialment va donar suport a la croada anti-gai d'Anita Bryant a la dècada de 1970, més tard es va convertir en un ferm defensor dels drets dels gais. Va presentar una demanda al tribunal federal en virtut de la Llei de defensa del matrimoni per aconseguir el reconeixement del matrimoni canadenc d'una parella de lesbianes.
El 2004, Rubin havia presentat sis demandes per parelles del mateix sexe, quatre als tribunals estatals de Florida i dues lleis federals contra el matrimoni homosexual. Rubin va ser criticat inicialment per les seves tàctiques agressives de "terra cremada". Les restriccions als matrimonis del mateix sexe no van ser aixecades pels tribunals estatals fins al 2014.
Altres casos
Mostra d'altres casos:
- Lisa Faye Keller vs. State of Florida (1986) – L'acusada va matar a cops el seu pare de 70 anys fora del seu condomini, setembre de 1986.
- Virginia Barrett vs. Port St. Lucie Sheriff Office (1997) – Demanda de la mare contra l'oficina del sheriff de Port St. Lucie per la mort del seu fill Anderson Tate Jr. el 4 de desembre de 1996 mentre estava detingut a la La presó del comtat de St. Lucie.
- Amiee Lee Weiss vs. State of Florida (2002) - Una adolescent va intentar acusar-se d'haver matat el seu fill nounat, el va embotir en una motxilla i el va tirar a un canal.
- Gorman Roberts vs. State of Florida (2002) - Acusat d'empènyer un nen de 5 anys a un canal després que el nen va sortir de casa seva el febrer de 2002.
- "Rubin va representar els pares en l'anomenada "Mort del nadó vegà" (2005) que van ser acusats d'homicidi involuntari. El seu nadó de cinc mesos suposadament va morir de desnutrició, alimentant-se només amb herba de blat, aigua de coco i llet d'ametlla.[28] Van ser absolts d'aquests càrrecs però els van condemnar per quatre càrrecs de negligència infantil.[29]
- "Frank Valdez, un pres al "corredor de la mort de Florida" va ser assassinat pels seus guàrdies. Rubin va representar la seva família per la seva mort injusta. El cas va donar lloc a una investigació de l'FBI sobre el sistema penitenciari de Florida.[30]
- "Rubin va representar a Kendall Truitt", un mariner de l'Armada dels Estats Units investigat per la Marina en relació amb l'explosió de la torreta de l'USS Iowa. Les filtracions als mitjans de l'Armada i el Servei d'Investigació Naval de la Marina van implicar que Truitt tenia una relació homosexual amb un altre mariner, Clayton Hartwig, i podria haver ajudat o provocat la detonació intencionada de la torreta del cuirassat. Després que Rubin comencés a representar Truitt, la Marina va retirar de les seves insinuacions contra Truitt.[31]

## Mort
Ellis Rubin va morir, als 81 anys, a la seva casa de Miami després d'una batalla amb el càncer. A més de la seva dona, Barbara Storer, li van sobreviure quatre fills i set néts.